# Kanton Provenchères-sur-Fave
Der Kanton Provenchères-sur-Fave war bis 2015 ein französischer Wahlkreis im Arrondissement Saint-Dié-des-Vosges, im Département Vosges und in der Region Lothringen; sein Hauptort war die ehemalige Gemeinde Provenchères-sur-Fave. Letzter Vertreter im Generalrat des Départements war von 2001 bis 2015 Jean-Guy Ruhlmann (zunächst DVD, dann UMP). 

## Lage
Der Kanton lag an der Ostgrenze des Départements Vosges. 

Lage des Kantons Provenchères-sur-Fave innerhalb des Arrondissements Saint-Dié-des-Vosges
Lage des Kantons Provenchères-sur-Fave innerhalb des Départements Vosges

## Gemeinden
Der Kanton bestand aus sieben Gemeinden:
| Gemeinde              | Einwohner Jahr | Fläche km² | Bevölkerungsdichte | Code INSEE | Postleitzahl |
| --------------------- | -------------- | ---------- | ------------------ | ---------- | ------------ |
| Le Beulay             | 118 (2013)     | 2,4        | 49 Einw./km²       | 88057      | 88490        |
| Colroy-la-Grande      | 535 (2013)     | 11,86      | 45 Einw./km²       | 88112      | 88490        |
| La Grande-Fosse       | 111 (2013)     | 6,79       | 16 Einw./km²       | 88213      | 88490        |
| Lubine                | 217 (2013)     | 14,85      | 15 Einw./km²       | 88275      | 88490        |
| Lusse                 | 441 (2013)     | 19,49      | 23 Einw./km²       | 88276      | 88490        |
| La Petite-Fosse       | 84 (2013)      | 5,04       | 17 Einw./km²       | 88345      | 88490        |
| Provenchères-sur-Fave | 890 (2013)     | 7,27       | 122 Einw./km²      | 88361      | 88490        |

## Bevölkerungsentwicklung
| 1962  | 1968  | 1975  | 1982  | 1990  | 1999  | 2006  | 2012  |
| ----- | ----- | ----- | ----- | ----- | ----- | ----- | ----- |
| 2.453 | 2.478 | 2.409 | 2.131 | 2.274 | 2.291 | 2.415 | 2.417 |

## Geschichte
Die Gemeinden gehörten bis 1871 zum Kanton Saales.